# Heinz Lukas-Kindermann
Heinz Lukas-Kindermann (* 1. Juni 1939 in Münster) ist ein deutscher Regisseur und Intendant.

## Leben und Wirken
Lukas-Kindermann ist der jüngste Sohn des österreichischen Theaterwissenschaftlers Heinz Kindermann. Er wuchs in Wien auf und studierte zunächst an der Wiener Musikhochschule. Anschließend war er Regieassistent bei Gustav Rudolf Sellner an der Deutschen Oper Berlin. Danach wurde er Oberspielleiter der Oper am Stadttheater Bielefeld und später Operndirektor an den Bühnen der Landeshauptstadt Kiel, dem Staatstheater Braunschweig, dem Staatstheater Nürnberg sowie dem Theater Dortmund.
Lukas-Kindermann arbeitete dann auch an der Deutschen Oper am Rhein in Düsseldorf und Duisburg, an der Wiener Staatsoper, der Volksoper Wien, dem Opernhaus Zürich, dem Staatstheater Hannover, den Berliner Festwochen, aber auch am Teatro Nacional de São Carlos in Lissabon, den Savonlinna-Opernfestspielen, der Vlaamse Opera Antwerpen, der Staatsoper Prag u. a.
Von 1995 bis 2004 war Lukas-Kindermann Intendant des Theaters Trier, wo er unter anderem die dortigen Antikenfestspiele mitgegründet hat. Zu seinen neuesten Arbeiten gehört die Inszenierung von Erich Wolfgang Korngolds Das Wunder der Heliane in Brünn.